# Liste der Naturdenkmale in Nebelschütz
Die Liste der Naturdenkmale in Nebelschütz nennt die Naturdenkmale in Nebelschütz im sächsischen Landkreis Bautzen.

## Definition
„Naturdenkmäler sind rechtsverbindlich festgesetzte Einzelschöpfungen der Natur oder entsprechende Flächen bis zu fünf Hektar, deren besonderer Schutz erforderlich ist
1. aus wissenschaftlichen, naturgeschichtlichen oder landeskundlichen Gründen oder
2. wegen ihrer Seltenheit, Eigenart oder Schönheit.“

## Liste
Link zu einem Kartenansichtstool, um Koordinaten zu setzen.
| Bild            | Bezeichnung                                          | Lage                                               | Beschreibung | Datum | Nummer |
| --------------- | ---------------------------------------------------- | -------------------------------------------------- | ------------ | ----- | ------ |
| BW              | Wendischbaselitz                                     | Wendischbaselitz (51° 15′ 51,1″ N, 14° 10′ 5,7″ O) |              |       | KM082  |
| BW              | Standort Alantdistel                                 | Nebelschütz (51° 15′ 18,2″ N, 14° 10′ 7,5″ O)      |              |       | KM092  |
| BW              | Felskuppen an der Nebelschützer Grenze/2 Rundhöcker  | Nebelschütz (51° 15′ 24,7″ N, 14° 10′ 33,4″ O)     |              |       | KM098  |
| BW              | Hangwald am Jauerbach                                | Nebelschütz (51° 15′ 23″ N, 14° 9′ 58,7″ O)        |              |       | KM157  |
| BW              | Winterlinde an der Straße Piskowitz-Rosenthal (S 97) | Piskowitz (51° 17′ 4,5″ N, 14° 11′ 40,5″ O)        |              |       | B-004  |
| BW              | 2 Stieleichen an der ehemaligen Feldscheune          | Nebelschütz (51° 16′ 16,8″ N, 14° 8′ 38,4″ O)      |              |       | B-005  |
| Fotos hochladen | Miltitzer Frosch                                     | Miltitz (51° 14′ 58,6″ N, 14° 10′ 39,7″ O)         |              |       | F-001  |
| BW              | Rundhöcker in Form von Blöcken auf dem Schusterberg  | Miltitz (51° 15′ 8,6″ N, 14° 10′ 14,5″ O)          |              |       | F-002  |